# 海霧
海霧（うみぎり、かいむ、英語: sea fog）は、海で発生する霧のことである。
発生方法は、暖かく湿った空気が、冷たい海面に接することで生じる移流霧・蒸気霧という広義の移流霧によって発生しやすい。

## 概説
- 北半球において、中緯度高圧帯から吹き出す温暖・湿潤な南～南東風（季節風）が、大陸東岸北部を南西方向へ流れる寒流によって冷やされることで生成される。日本列島北東部（北太平洋高気圧からの温暖湿潤な季節風が千島海流に冷やされて生成）や、北米大陸西部（ニューファンドランド島等）（北大西洋高気圧からの温暖湿潤な季節風がラブラドル海流に冷やされて生成）で見られる。なお、南半球では大陸東側を流れる寒流がないため、このような事例はない。

- 偏西風や亜熱帯高気圧から吹き出した風が、大陸西海岸沿岸の寒流上を通過する際に冷却され生成される。寒流・ベンゲラ海流によるナミブ砂漠の海霧が典型的で、上昇気流が形成されず陸上は砂漠となる。サンフランシスコでは、夏季に北太平洋高気圧からの北西風が沿岸の寒流カリフォルニア海流上を通過し、海霧が発生する。

- その他：北海に面したイギリスでは、ハール（英語版）（英: haar）と呼ばれる海霧がしばしば発生する[4]。

## 日本
日本の北海道や、千島列島を含む北部北太平洋では、夏になると海霧が発生しやすくなる。これは北太平洋高気圧から吹き出す比較的温暖湿潤な空気が、寒冷な親潮の影響を受けて海霧を生じさせるものである。また、人為的物質を含めた陸由来の空中の微粒子の存在も、霧を発生させやすくする要因のひとつである。内陸部の背後に山地がある関係で、釧根地方では流れ込んだ海霧が滞留しやすく、日照期間が少ない冷涼な気候になっている。
北海道沿岸、特に釧路などでは、こうした海霧を「じり」と称し、しばしば「霧と霧雨の中間」などとも表現される。
| 釧路市(1981 - 2010)の気候 | 釧路市(1981 - 2010)の気候 | 釧路市(1981 - 2010)の気候 | 釧路市(1981 - 2010)の気候 | 釧路市(1981 - 2010)の気候 | 釧路市(1981 - 2010)の気候 | 釧路市(1981 - 2010)の気候 | 釧路市(1981 - 2010)の気候 | 釧路市(1981 - 2010)の気候 | 釧路市(1981 - 2010)の気候 | 釧路市(1981 - 2010)の気候 | 釧路市(1981 - 2010)の気候 | 釧路市(1981 - 2010)の気候 | 釧路市(1981 - 2010)の気候 |
| 月                        | 1月                       | 2月                       | 3月                       | 4月                       | 5月                       | 6月                       | 7月                       | 8月                       | 9月                       | 10月                      | 11月                      | 12月                      | 年                        |
| ------------------------- | ------------------------- | ------------------------- | ------------------------- | ------------------------- | ------------------------- | ------------------------- | ------------------------- | ------------------------- | ------------------------- | ------------------------- | ------------------------- | ------------------------- | ------------------------- |
| 平均最高気温 °C （°F）    | −0.6 (30.9)               | −0.4 (31.3)               | 2.7 (36.9)                | 7.7 (45.9)                | 12.0 (53.6)               | 15.2 (59.4)               | 18.6 (65.5)               | 21.2 (70.2)               | 19.7 (67.5)               | 14.8 (58.6)               | 8.7 (47.7)                | 2.5 (36.5)                | 10.17 (50.33)             |
| 平均最低気温 °C （°F）    | −10.4 (13.3)              | −9.9 (14.2)               | −4.9 (23.2)               | 0.3 (32.5)                | 5.0 (41)                  | 9.0 (48.2)                | 12.8 (55)                 | 15.5 (59.9)               | 12.3 (54.1)               | 5.5 (41.9)                | −0.8 (30.6)               | −7.1 (19.2)               | 2.28 (36.09)              |
| 平均月間日照時間          | 182.0                     | 181.9                     | 200.6                     | 181.9                     | 188.3                     | 129.3                     | 107.4                     | 127.1                     | 149.7                     | 180.9                     | 166.6                     | 173.6                     | 1,969.5                   |
| 出典：気象庁              |                           |                           |                           |                           |                           |                           |                           |                           |                           |                           |                           |                           |                           |

オホーツク海沿岸ではオホーツク海高気圧によって海霧が生じると考えられているが、発生の詳しい仕組みは明らかになっていない。

## 文学における言及
- 俳句では「じり」と読み、夏の季語である[12]。
- 釧路市出身の作家である原田康子は、『海霧』（うみぎり：2002年）で第37回吉川英治文学賞を受賞した[13][14][注 1]。
- 窪田精は、北海道の開拓民の生活を描いた『海霧のある原野』（1978年）で第10回多喜二・百合子賞を受賞した[15]。